# PKMYT1
PKMYT1 (англ. Protein kinase, membrane associated tyrosine/threonine 1) – асоційована з мембраною тирозин- та треонін-специфічна протеїнкіназа, залучена до регуляції клітинного циклу. Відкрита у 1995 році як відповідальна за інгібіторне фосфорилювання циклін-залежної кінази 1.
Кодується однойменним геном, розташованим у людей на короткому плечі 16-ї хромосоми. Довжина поліпептидного ланцюга білка становить 499 амінокислот, а молекулярна маса — 54 521.
| 10         |  | 20         |  | 30         |  | 40         |  | 50         |
| ---------- |  | ---------- |  | ---------- |  | ---------- |  | ---------- |
| MLERPPALAM |  | PMPTEGTPPP |  | LSGTPIPVPA |  | YFRHAEPGFS |  | LKRPRGLSRS |
| LPPPPPAKGS |  | IPISRLFPPR |  | TPGWHQLQPR |  | RVSFRGEASE |  | TLQSPGYDPS |
| RPESFFQQSF |  | QRLSRLGHGS |  | YGEVFKVRSK |  | EDGRLYAVKR |  | SMSPFRGPKD |
| RARKLAEVGS |  | HEKVGQHPCC |  | VRLEQAWEEG |  | GILYLQTELC |  | GPSLQQHCEA |
| WGASLPEAQV |  | WGYLRDTLLA |  | LAHLHSQGLV |  | HLDVKPANIF |  | LGPRGRCKLG |
| DFGLLVELGT |  | AGAGEVQEGD |  | PRYMAPELLQ |  | GSYGTAADVF |  | SLGLTILEVA |
| CNMELPHGGE |  | GWQQLRQGYL |  | PPEFTAGLSS |  | ELRSVLVMML |  | EPDPKLRATA |
| EALLALPVLR |  | QPRAWGVLWC |  | MAAEALSRGW |  | ALWQALLALL |  | CWLWHGLAHP |
| ASWLQPLGPP |  | ATPPGSPPCS |  | LLLDSSLSSN |  | WDDDSLGPSL |  | SPEAVLARTV |
| GSTSTPRSRC |  | TPRDALDLSD |  | INSEPPRGSF |  | PSFEPRNLLS |  | LFEDTLDPT  |

A: Аланін

C: Цистеїн

D: Аспарагінова кислота

E: Глутамінова кислота

F: Фенілаланін

G: Гліцин

H: Гістидин

I: Ізолейцин

K: Лізин

L: Лейцин

M: Метіонін

N: Аспарагін

P: Пролін

Q: Глутамін

R: Аргінін

S: Серин

T: Треонін

V: Валін

W: Триптофан

Кодований геном білок за функціями належить до трансфераз, кіназ, серин/треонінових протеїнкіназ, фосфопротеїнів. 
Задіяний у таких біологічних процесах, як клітинний цикл, ацетилювання, альтернативний сплайсинг. 
Білок має сайт для зв'язування з АТФ, нуклеотидами, іонами металів, іоном магнію. 
Локалізований у мембрані, ендоплазматичному ретикулумі, апараті гольджі.

## Структура
Загальна структура PKMYT1 в цілому є типовою для негістидинових протеїнкіназ та сформована двома доменами, поєднаних шарнірною ділянкою. N-термінальний домен утворений п'ятьма β-листками і αC-спіраллю, яка оточує АТФ-зв'язуючу щілину, а також містить гнучку багату глицином P-петлю, що утворює верхню поверхню АТФ-зв'язуючої кишені. C-термінальний домен складається головним чином з α-спіралей і містить каталітичний жолоб, розділений на дві частини. Фронтальний фрагмент складає основу АТФ-зв'язуючої кишені, а  частина, розміщена позаду включає регуляторні ділянки ферменту і формує його каталітичний сегмент, що містить конформаційно рухливу активаційну петлю з консервативним DFG-мотивом та каталітичний аспартат (Asp233).
Кіназний та АТФ-зв'язуючий домени PKMYT1 і WEE1 характеризуються високим ступенем подібності - 53,6% та 76.2% відповідно, а головні структурні відмінності між протеїнами здебільшого локалізовані в αC-спіралі та активаційній петлі. Тим не менше, незначні розбіжності амінокислотних послідовностей ензимів спричиняють суттєву несхожість у їх функціонуванні. Так, заміна в складі P-петлі негативно зарядженого залишку глутамату у WEE1 (Glu309) на більш позитивний серин в PKMYT1 (Ser120) виявляється критичною, оскільки визначає більш широку субстратну специфічність MYT1 в порівнянні з партнером по підродині. Також примітно, що в складі DFG-мотиву WEE1 містить залишок лейцину замість фенілаланіну у PKMYT1.